# Rapla (Gemeinde)

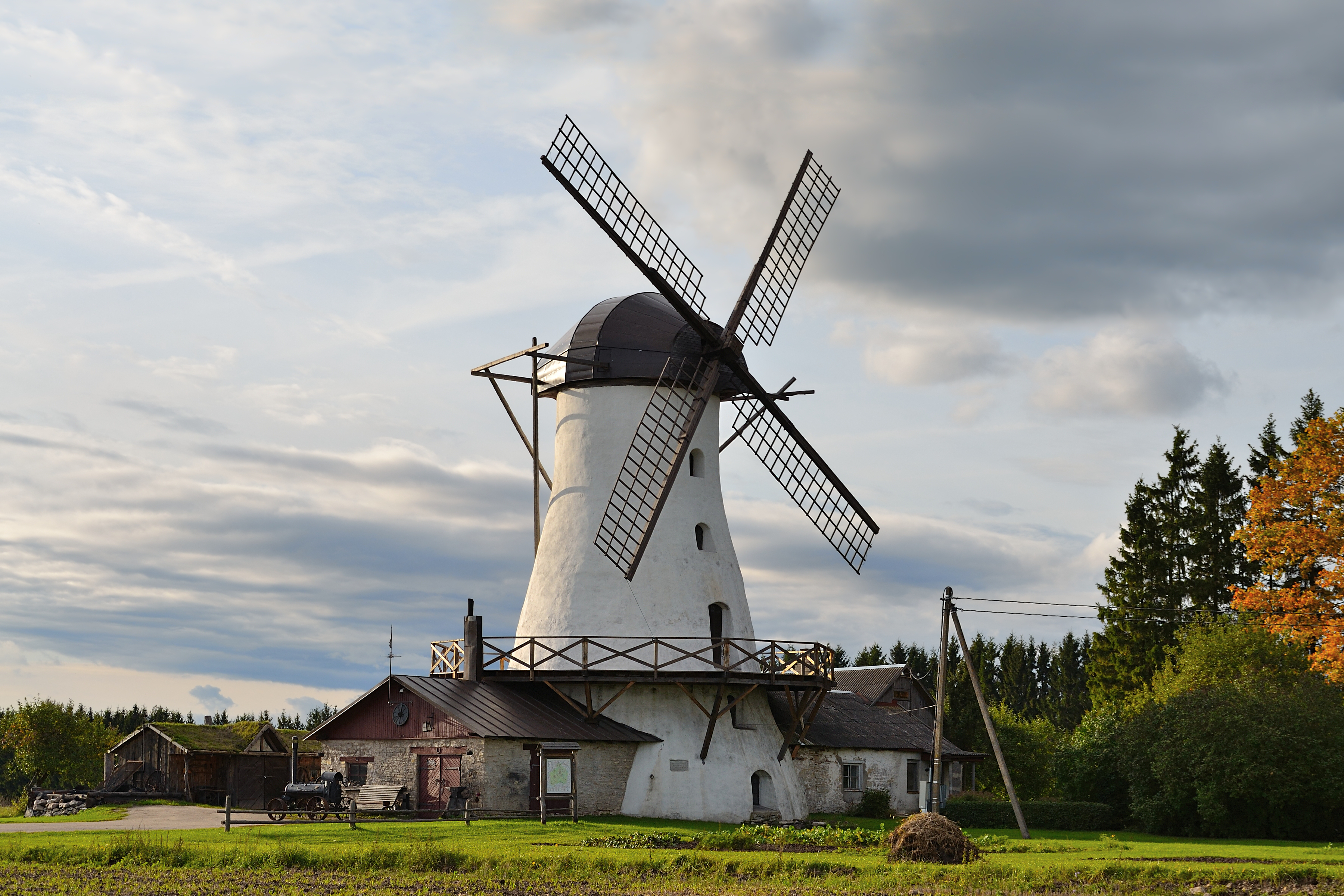
Windmühle im Dorf Valtu.

Rapla (deutsch Rappel; estnisch Rapla vald) ist eine Landgemeinde im estnischen Kreis Rapla mit einer Fläche von 243,3 km². Die Landgemeinde Rapla hat 13.486 Einwohner (Stand: 1. Januar 2025).

## Verwaltungsgliederung
Neben dem Hauptort, der Stadt Rapla, gehören zur Gemeinde die Dörfer Äherdi, Alu, Alu-Metsküla, Aranküla, Hagudi alevik, Hagudi küla, Iira, Juula, Kalevi, Kelba, Kodila, Kodila-Metsküla, Koigi, Kuku, Kuusiku, Kuusiku-Nõmme, Kõrgu, Lipstu, Mahlamäe, Mõisaaseme, Mällu, Nõmme, Oela, Ohulepa, Oola, Palamulla, Purila, Raka, Ridaküla, Röa, Seli, Seli-Nurme, Sikeldi, Sulupere, Tapupere, Tuti, Tõrma, Ülejõe, Uusküla, Valtu und Väljataguse. Der Verwaltungssitz befindet sich in der Stadt Rapla.

## Geschichte
Rapla wurde erstmals 1241 im Liber Census Daniæ als Rapala urkundlich erwähnt. Die Gemeinde wurde als Verwaltungseinheit 1891 ins Leben gerufen.
Die Ruinen der im 14. Jh. erbauten und im 15. Jh. zerstörten Burg Kuimetz sind noch erhalten.
Auf dem deutschbaltischen Gutshof von Hagudi (deutsch Hakude) wurde 1770 der spätere Weltumsegler Adam Johann von Krusenstern geboren. An einer Linde, die aus der Zeit seiner Geburt stammen soll, wurde 1970 eine Gedenktafel für ihn angebracht.
Das Dorf Kuusiku (deutsch Saage) am Oberlauf des Flusses Vigala gilt im Winter als kältester Ort Estlands. 1939 errichtete die Rote Armee dort einen Militärflugplatz. Während des Zweiten Weltkriegs kam es im August 1941 bei Kuusiku zu einer verlustreichen Schlacht mit der vorrückenden Wehrmacht. Ein neuer Flughafen der sowjetischen Streitkräfte wurde in den 1950er Jahren in Betrieb genommen, der heute zivil genutzt wird.

## Persönlichkeiten
- Johannes Kappel (1855–1907), estnischer Komponist und Organist
- Valy Arnheim (1883–1950), deutscher Schauspieler und Regisseur